# Euselasia anica
Euselasia anica är en fjärilsart som beskrevs av Herrich-Schäffer 1850/58. Euselasia anica ingår i släktet Euselasia och familjen Riodinidae. Inga underarter finns listade i Catalogue of Life.